# Poesiparken

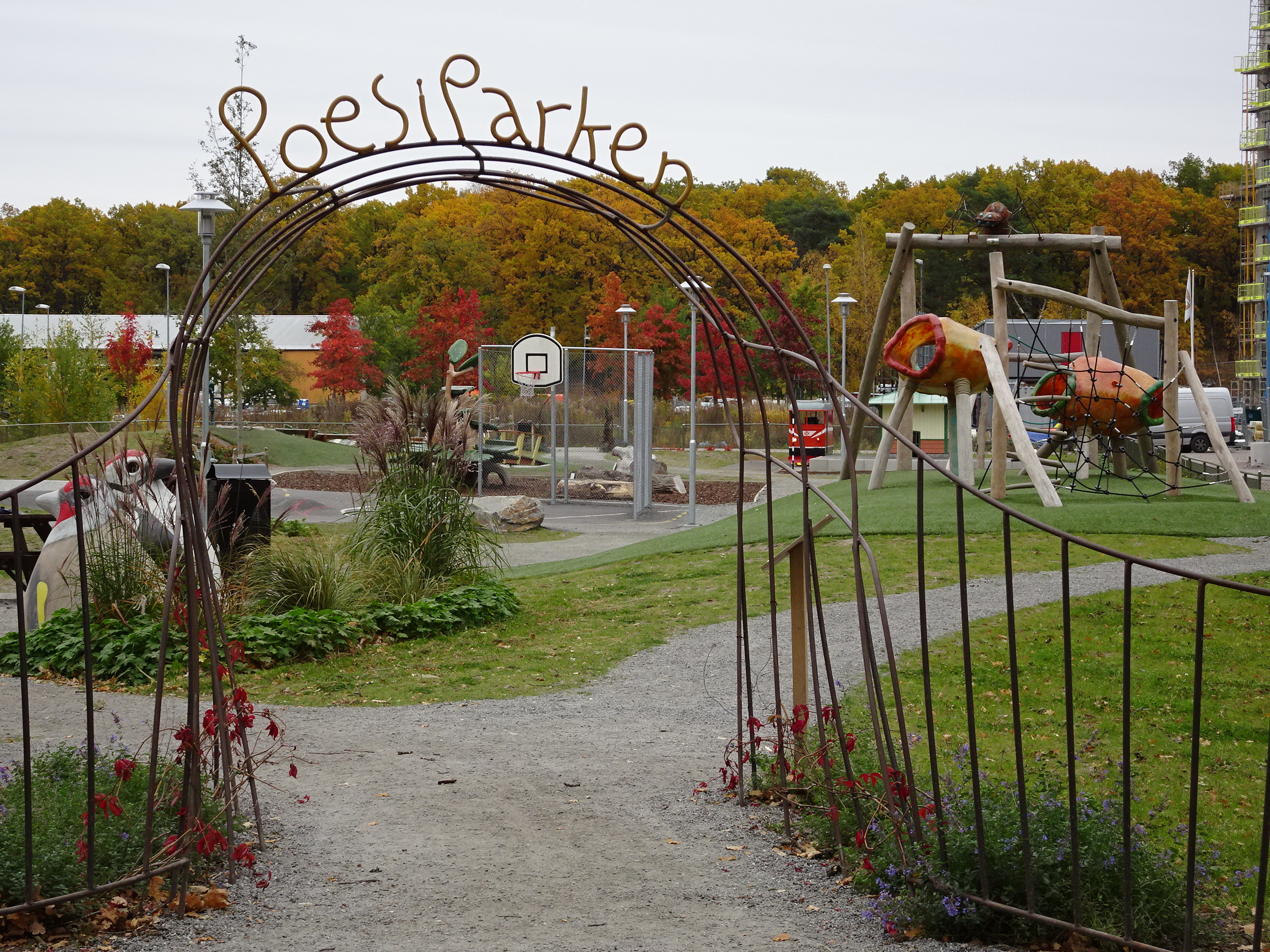
Entrén till "Poesiparken".

Poesiparken är en lekpark i stadsdelen Öster Mälarstrand i Västerås. Parken invigdes i juni 2016. Poesiparken är en temapark inspirerad av dikter, främst från Tomas Tranströmers dikter.

## Beskrivning
Poesiparken är en lekfull park med många spännande miljöer. Här finns en modell av ett Rc-lok i ursprungliga färger. Det tillåter besök av barn både inuti och ovanpå. På perrongen står koffertar och lådor färdiga för transport. De har fantasieggande adresser och innehåll. Stationsbyggnaden är också tillgänglig och är försedd med paketinlämningslucka.
Det finns en vattendamm, ett vattenfall, en linbana, en skatepark för barn, klättertorn, alla möjliga slags jättestora insekter, stora svampar och byggnader med kryputrymmen enbart för barn.
För vuxna och familjer finns utmärkta bord och bänkar under tak. Varje lekstation har ett eget tema och är försett med en dikt som inspirerat.
Parken blev omedelbart mycket uppskattad av såväl stora som små.
För utformningen av lekparken svarar Stockholmsföretaget Lekplatsbolaget som bland annat gjort Pelle Svanslös lekplats i Uppsala. Tomas Tranströmer var med i planeringen av lekplatsen, men dog innan han hann se lekplatsen färdig. 